# 슈윙거 한계

광자-광자 산란에 대한 파인만 도형 (상자 도형); 한 광자는 다른 광자의 일시적인 진공 전하 요동으로부터 산란된다.

양자 전기역학 (QED)에서 슈윙거 한계(영어: Schwinger limit)는 전자기장이 비선형이 될 것으로 예상되는 척도이다. 이 한계는 QED의 초기 이론적 성공 중 하나로 프리츠 자우터가 1931년에 처음 유도하였고, 베르너 하이젠베르크와 그의 제자 한스 하인리히 오일러가 더 논의하였다. 그러나 이 한계는 문헌에서 일반적으로 줄리언 슈윙거의 이름을 따서 명명되는데, 그는 강한 전기장에서 장에 대한 주요 비선형 보정을 유도하고 전자-양전자 쌍생성률을 계산하였다. 이 한계는 일반적으로 진공의 비선형성이 발생하기 전의 최대 전기장 또는 자기장으로 보고된다.
{\displaystyle E_{\text{c}}={\frac {m_{\text{e}}^{2}c^{3}}{q_{\text{e}}\hbar }}\simeq 1.32\times 10^{18}\,\mathrm {V} /\mathrm {m} }
{\displaystyle B_{\text{c}}={\frac {m_{\text{e}}^{2}c^{2}}{q_{\text{e}}\hbar }}\simeq 4.41\times 10^{9}\,\mathrm {T} ,}
여기서 me는 전자의 질량, c는 진공에서의 빛의 속력, qe는 기본 전하, ħ는 환산 플랑크 상수이다. 이들은 엄청난 장의 세기이다. 이러한 전기장은 대형 강입자 충돌기에서 양성자가 도달한 최대 에너지까지 양성자를 정지 상태에서 약 5 마이크로미터 만에 가속할 수 있다. 이 자기장은 진공의 복굴절과 관련이 있으며 마그네타에서 초과된다.
진공에서 고전적인 맥스웰 방정식은 완벽하게 선형 미분 방정식이다. 이는 중첩 원리에 따라 맥스웰 방정식의 어떤 두 해의 합도 맥스웰 방정식의 또 다른 해가 된다는 것을 의미한다. 예를 들어, 두 개의 교차하는 빛 빔은 단순히 전기장을 합쳐 서로를 통과해야 한다. 따라서 맥스웰 방정식은 자명한 탄성 광자-광자 산란 외의 어떠한 것도 불가능하다고 예측한다. 그러나 QED에서는 인접한 그림의 파인만 도형으로 설명되듯이, 결합된 에너지가 가상 전자-양전자 쌍을 자발적으로 생성하기에 충분히 클 때 비탄성 광자-광자 산란이 가능해진다. 이는 오일러와 하이젠베르크의 맥스웰 방정식의 비선형 변형에 의해 근사적으로 설명되는 비선형 효과를 생성한다.
단일 평면파는 QED에서도 비선형 효과를 일으키기에 불충분하다. 이에 대한 근본적인 이유는 주어진 에너지의 단일 평면파가 항상 에너지가 더 적은 다른 기준틀에서 관찰될 수 있기 때문이다(단일 광자의 경우에도 마찬가지이다). 단일 파동 또는 광자는 에너지가 최소값이 되어야 하는 운동량 중심계를 가지고 있지 않다. 그러나 같은 방향으로 이동하지 않는 두 개의 파동 또는 두 개의 광자는 항상 운동량 중심계에서 최소 결합 에너지를 가지며, 이 에너지와 관련된 전기장 세기가 입자-반입자 생성 및 관련 산란 현상을 결정한다.
진공에서의 광자-광자 산란 및 기타 비선형 광학 효과는 실험 연구의 활발한 분야이며, 현재 또는 계획된 기술이 슈윙거 한계에 접근하기 시작한다. 이는 이미 SLAC 실험 144에서 비탄성 채널을 통해 관찰되었다. 그러나 탄성 산란에서의 직접적인 효과는 관찰되지 않았다. 2012년 현재 탄성 광자-광자 산란 단면적에 대한 최상의 제약은 PVLAS에 속하며, 표준 모형이 예측한 수준보다 훨씬 높은 상한선을 보고하였다.
대형 강입자 충돌기에서 충돌하는 강입자의 강력한 전자기장을 사용하여 탄성 빛-빛 산란을 측정하려는 제안이 있었다. 2019년, LHC의 ATLAS 실험은 슈윙거 한계를 훨씬 초과하는 1025 V/m만큼 큰 장을 생성한 납 이온 충돌에서 관찰된 광자-광자 산란의 첫 번째 확실한 관측을 발표하였다. 표준 모형이 예측한 것보다 크거나 작은 단면적의 관측은 액시온과 같은 새로운 물리학을 의미할 수 있으며, 이는 PVLAS 및 여러 유사 실험의 주요 목표이다. ATLAS는 예상보다 많은 사건을 관측하였는데, 이는 단면적이 표준 모형이 예측한 것보다 크다는 잠재적인 증거이지만, 이 초과는 아직 통계적으로 유의미하지 않다.
계획되고 자금이 지원되는 ELI–초고자기장 시설은 광도 한계에서 빛을 연구할 예정이며, 이는 슈윙거 한계보다 훨씬 낮은 수준에 머무를 것으로 예상된다. 비록 여전히 일부 비선형 광학 효과를 관찰할 수 있을지라도 말이다. 익스트림 라이트 스테이션 (SEL)은 이러한 효과를 관찰할 만큼 충분히 강력할 것으로 예상되는 또 다른 건설 중인 레이저 시설이다. 초강력 빛이 쌍생성을 일으키는 이러한 실험은 대중 매체에서 시공간에 "탈장"을 만드는 것으로 묘사되었다.

## 같이 보기
- 줄리언 슈윙거
- 슈윙거 효과
- 소콜로프-테르노프 효과
- 진공 편극